# Гибрид
Гибри́д (от лат. hibrida, hybrida — «помесь») — организм или клетка, полученные вследствие скрещивания генетически различающихся форм.
Понятие «гибрид» особенно распространено в ботанике, но применяется и в зоологии. Возможность искусственного получения гибридов впервые предположил немецкий учёный Рудольф Камерариус в 1694 году. Впервые искусственную гибридизацию осуществил английский садовод Томас Фэйрчайлд, скрестив в 1717 году разные виды гвоздик.

## Терминология

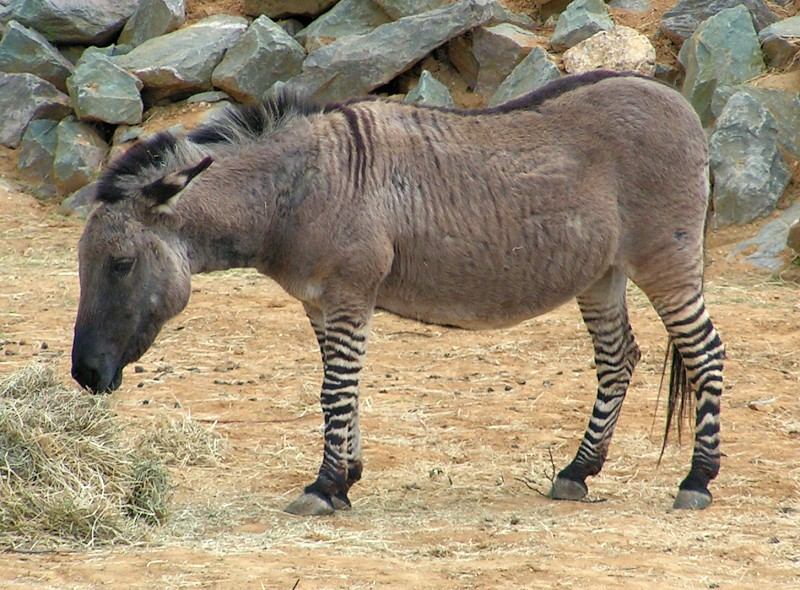
Гибрид зебры и домашнего осла

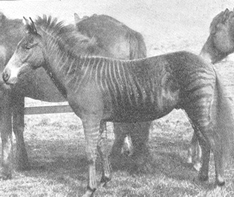
Зеброид — гибрид лошади и зебры

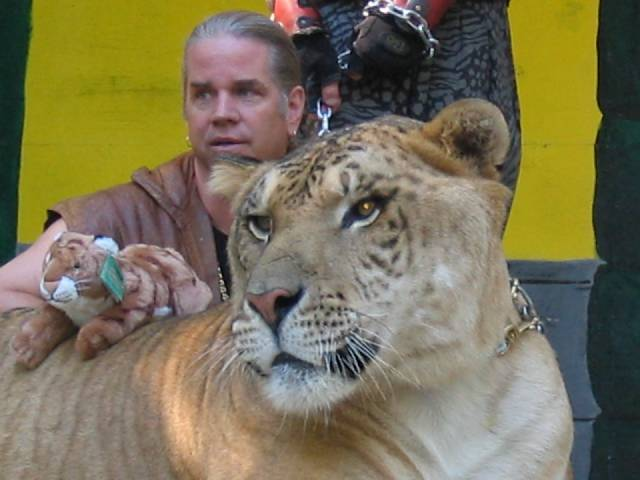
Лигр — гибрид льва и тигрицы

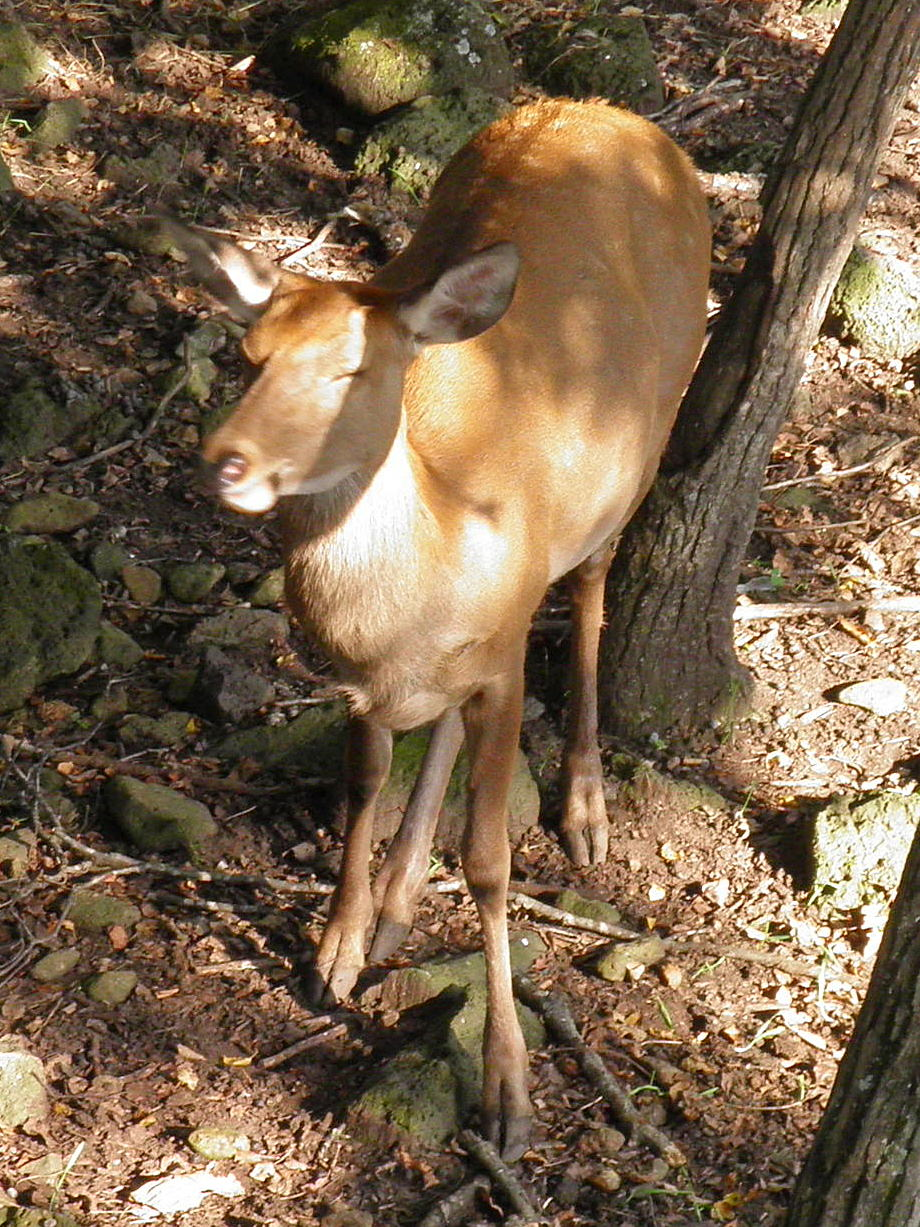
Гибрид изюбря (Cervus elaphus xanthopygus) и пятнистого оленя (Cervus nippon) в Приморском сафари-парке

В XVIII веке гибриды в русском языке назывались «ублюдками». В 1800 году Т. А. Смеловский ввёл термин «помеси», который просуществовал весь XIX век, и только в 1896 году А. Н. Бекетов предложил термин «гибрид».
Гибриды могут быть внутриродовыми (при скрещивании видов, принадлежащих одному роду) или межродовыми (при скрещивании видов, относящихся к разным родам).
В промышленном и любительском цветоводстве также используется термин «грекс» (англ. grex), который был введён Карлом Линнеем для использования биноминальной номенклатуры в классификации искусственных гибридов.
В цветоводстве гибриды первого поколения называются первичными гибридами.

## Реципрокные гибриды
Реципрокные гибриды появляются в результате реципрокных скрещиваний — гибридизации, включающей перемену пола родителей, связанных с каждым генотипом.

### Реципрокные эффекты
Различия между реципрокными гибридами — реципрокные эффекты — свидетельствуют о неодинаковом вкладе мужского и женского пола в генотип потомства. Если бы потомки от отца и матери получали одинаковую генетическую информацию, то не должно было быть никаких реципрокных эффектов.
Измерение реципрокных эффектов
Для измерения реципрокных эффектов (r) можно использовать выражение:
где A и B — значения признака для исходных скрещиваемых форм; a — то же самое для гибрида ♂A x ♀B; b — для реципрокного гибрида ♂B x ♀A. Положительное значение r (r > 0) будет означать «отцовский» эффект, отрицательное (r < 0) — «материнский», а абсолютная величина r (│r│) даст относительную оценку этих эффектов в единицах, равных разности значения признака для исходных форм (B — A).
Реципрокные эффекты у птиц
У кур «отцовский» эффект наблюдался по наследованию инстинкта насиживания (r = 0.45, 0.38 и 0.50), половой скороспелости (r = 0.59), яйценоскости (r = 0.32, −2.8, 1.07, 0.11, 0.46, 1.14 и 2.71), и живому весу (r = 0.30).
По весу яиц наблюдался «материнский эффект» (r = −1.0).
Реципрокные эффекты у млекопитающих
У свиней «отцовский» эффект наблюдается по числу позвонков (отбор на длинное туловище) (r = 0.72 и 0.74), длине тонкого кишечника (отбор на лучшую оплату корма), и динамике роста (отбор на скороспелость) (r = 1.8).
«Материнский эффект» наблюдался по среднему весу эмбрионов, пищеварительной системы и её частей, длине толстого кишечника и весу новорождённых поросят.
У крупного рогатого скота «отцовский» эффект наблюдался по удою молока {{{1}}} и продукции молочного жира (количество жира) {{{1}}}
«Материнский эффект» наблюдался по проценту жира в молоке у коров (r = −0.13, −0.19, −0.05).

### Теории реципрокных эффектов
«Материнский эффект»
Материнский эффект может быть обусловлен цитоплазматической наследственностью, гомогаметной конституцией и утробным развитием у млекопитающих. Различают собственно материнский эффект, когда генотип матери проявляется в фенотипе потомства. Молекулы в яйцеклетке, такие как мРНК, могут влиять на ранние стадии процесса развития. Различают также материнское наследование, при котором часть генотипа потомство получает исключительно от матери, например митохондрии и пластиды, содержащие свой собственный геном. При материнском наследовании фенотип потомства отражает его собственный генотип.
«Отцовский эффект»
Большее влияние отца на яйценоскость дочерей у кур объясняли тем, что у птиц гетерогаметным полом является самка, а гомогаметным — самец. Поэтому свою единственную X-хромосому курица получает от отца, и если яйценоскость определяется ею, то тогда всё понятно. Эта трактовка может объяснить хромосомный механизм явления у птиц, но для млекопитающих уже неприменима. Удивительно также то, что признаки, проявляющиеся только у женского пола (инстинкт насиживания, скороспелость и яйценоскость у курицы или удой молока и количество молочного жира у коровы), которые, казалось бы, должны передаваться матерью, тем не менее передаются больше отцом.

## Межвидовая и межродовая гибридизация
Межвидовая гибридизация часто наблюдается как в природе, так и при культивировании человеком (содержании в неволе) у множества видов растений и животных. В природе в районах соприкосновения близких видов могут формироваться так называемые «гибридные зоны», где гибриды численно преобладают над родительскими формами.
Межвидовая интрогрессивная гибридизация широко распространена у дафний. В некоторых летних популяциях дафний гибриды преобладают, что затрудняет определение границ видов.
Хонорик — выведенный путём селекции гибрид между тремя родительскими видами рода Mustela. Самцы хонориков стерильны, а самки фертильны.
Известный экспериментальный гибрид Рафанобрассика (Raphano-brassica) был получен Г. Д. Карпеченко при скрещивании редьки с капустой. Оба вида принадлежат к разным родам и имеют по 18 хромосом. Гибрид, полученный в результате удвоения числа хромосом (36), был способен к размножению, так как в процессе мейоза хромосомы редьки и капусты конъюгировали с себе подобными. Он обладал некоторыми признаками каждого из родителей и сохранял их в чистоте при размножении.
Межродовые гибриды (как естественные, так и полученные селекционерами) известны также в семействах Злаки, Розовые, Цитрусовые, Орхидные и др. Так, гексаплоидный геном мягких пшениц образовался путём объединения диплоидных геномов двух предковых видов пшениц и одного вида близкого рода Эгилопс (Aegilops).

## Гибриды в ботанической номенклатуре
Гибридные таксоны растений называются нототаксонами.
- Гибридность указывается посредством знака умножения «×» или добавления префикса «notho-» к термину, обозначающему ранг таксона.
- Гибридность между таксонами обозначается посредством знака «×», помещённого между названиями этих таксонов. Названия в формуле предпочтительнее располагать в алфавитном порядке. Направление скрещивания может указываться посредством символических знаков пола (♂ и ♀). 
 Пример: Phalaenopsis amabilis (L.) Blume × Phalaenopsis aphrodite Rchb.f.
- Гибридам между представителями двух и большего числа таксонов могут быть даны названия. В этом случае знак «×» помещается перед названием межродового гибрида или перед эпитетом в названии межвидового гибрида. Примеры:
  - Cattleya ×hardyana
  - × Ascocenda
- Нототаксон не может быть обозначен, если неизвестен по крайней мере один из его родительских таксонов.
- Если вместо знака «×» по каким-то причинам употребляется буква «х», то между этой буквой и эпитетом может быть сделан один буквенный пробел, если это поможет избежать неясности. Буква «х» должна быть строчной.
- Нотородовое название гибрида между двумя и более родами является либо сжатой формулой, в которой названия, принятые для родительских родов, комбинируются в одно слово, либо образовано от имени исследователя или садовода, занимавшегося этой группой. Примеры:
  - × Rhynchosophrocattleya (= Rhyncholaelia × Sophronitis × Cattleya)
  - × Vuylstekeara (= Cochlioda × Miltonia × Odontoglossum). Род зарегистрирован в 1911 году известным бельгийским коллекционером и селекционером орхидных Charles Vuylsteke (1844—1927).
- Таксоны, считающиеся гибридными по происхождению, не требуется обозначать как нототаксоны. Примеры:
  - Гомозиготный гибридный тетраплоид наперстянки Digitalis ×mertonensis, полученный от искусственного скрещивания Digitalis grandiflora × Digitalis purpurea, может приводиться при желании как Digitalis mertonensis.
  - Rosa canina, полиплоид, который, как полагают, имеет древнее гибридное происхождение, рассматривается как вид[15].

По данным AOS, начиная с января-марта 2008 года, между знаком × и названием гибридного рода должен быть пробел. 
Пример: × Rhynchosophrocattleya.

## Гибриды в растениеводстве
При создании новых сортов культурных растений получение гибридов осуществляется ручным путём (ручное опыление, удаление метёлок), химическими (гаметоцид) или генетическими (самонесовместимость, мужская стерильность) средствами. Полученные компоненты можно использовать в различных системах контролируемого скрещивания. Цель селекционера заключается в использовании гетерозиса, или жизненной силы гибрида, которая проявляется с наибольшим эффектом в поколении F1, — чтобы получить желаемое преимущество в урожайности или по некоторой другой характеристике в результирующем поколении, или гибриде. Этот гетерозис особенно хорошо выражен в случае скрещиваний между инбредными линиями, но может также показать преимущество в рамках других систем.
Гибрид, полученный путём однократного скрещивания между двумя инбредными линиями, обычно оказывается высоко однородным. Факт наличия гетерозиготности не имеет последствий, так как обычно дальнейшего размножения сверх поколения F1 не проводится, и сорт поддерживается многократным возвратом к контролируемому скрещиванию родительских линий.

## Стерильность гибридов
Явления стерильности гибридов неоднородны. Наблюдается изменчивость в отношении того, на какой именно стадии проявляется стерильность и каковы её генетические причины.
Нарушение сперматогенеза на стадиях, предшествующих мейозу, — непосредственная причина стерильности у самцов мула; нарушения мейоза — причина стерильности у гибридных самцов при некоторых скрещиваниях между разными видами Drosophila (например, D. pseudoobscura × D. persimilis).
К ограниченной полом стерильности и нежизнеспособности гибридов у раздельнополых животных приложимо обобщение, известное под названием «правило Холдейна». Гибриды от межвидовых скрещиваний у раздельнополых животных должны состоять, во всяком случае потенциально, из гетерогаметного пола (несущего хромосомы XY) и гомогаметного (XX) пола. Правило Холдейна гласит, что в тех случаях, когда в проявлении стерильности или нежизнеспособности гибридов существуют половые различия, они наблюдаются чаще у гетерогаметного, чем у гомогаметного пола. У большинства животных, в том числе у млекопитающих и у двукрылых, гетерогаметны самцы. Из правила Холдейна имеются, однако, многочисленные исключения.
Третья стадия развития, на которой может проявляться гибридная стерильность, — это гаметофитное поколение у растений. У цветковых растений из продуктов мейоза непосредственно развиваются гаметофиты — пыльцевые зёрна и зародышевые мешки, — которые содержат от двух до нескольких ядер и в которых формируются гаметы. Нежизнеспособность гаметофитов — обычная причина стерильности гибридов у цветковых растений. Мейоз завершается, но нормального развития пыльцы и зародышевых мешков не происходит.
Гибридная стерильность на генетическом уровне может быть обусловлена генными, хромосомными и цитоплазматическими причинами. Наиболее широко распространена и обычна генная стерильность. Неблагоприятные сочетания генов родительских типов, принадлежащих к разным видам, могут приводить и действительно приводят к цитологическим отклонениям и нарушениям развития у гибридов, что препятствует образованию гамет. Генетический анализ генной стерильности у гибридов Drosophila (D. pseudoobscura × D. persimilis, D. melanogaster × D. simulans и т. п.) показывает, что гены, обусловливающие стерильность, локализованы во всех или почти во всех хромосомах родительского вида.
Неблагоприятные взаимодействия между цитоплазматическими и ядерными генами также ведут к стерильности межвидовых гибридов в разных группах растений и животных.
Виды растений и животных часто различаются по транслокациям, инверсиям и другим перестройкам, которые в гетерозиготном состоянии вызывают полустерильность или стерильность. Степень стерильности пропорциональна числу независимых перестроек: так гетерозиготность по одной транслокации даёт 50%-ю стерильность, по двум независимым транслокациям — 75%-ю стерильность и т. д. Стерильность растений определяется гаметофитом. У гетерозигот по хромосомным перестройкам в результате мейоза образуются дочерние ядра, несущие нехватки и дупликации по определённым участкам; из таких ядер не получается функциональных пыльцевых зёрен и семязачатков. Хромосомная стерильность подобного типа очень часто встречается у межвидовых гибридов цветковых растений.
Течение мейоза у гибрида может быть нарушено либо генными факторами, либо различиями в строении хромосом. Как генная, так и хромосомная стерильность может выражаться в аберрантном течении мейоза. Но типы мейотических аберраций различны. Генная стерильность обычна у гибридов животных, а хромосомная стерильность — у гибридов растений. Генетический анализ некоторых межвидовых гибридов растений показывает, что нередко у одного гибрида наблюдается одновременно и хромосомная, и генная стерильность.

## Разрушение гибридов
В случаях, когда некий межвидовой гибрид достаточно жизнеспособен и способен к размножению, поколения его потомков будут содержать значительную долю нежизнеспособных, субвитальных, стерильных и полустерильных особей. Эти типы представляют собой неудачные продукты рекомбинации, возникшие при межвидовой гибридизации. Такое подавление мощности и плодовитости в гибридном потомстве называют разрушением гибридов (англ. hybrid breakdown). Разрушение гибридов — последнее звено в последовательности преград, препятствующих межвидовому обмену генами.
Разрушение гибридов неизменно обнаруживается в потомстве межвидовых гибридов у растений, где его легче наблюдать, чем при большинстве скрещиваний у животных.

## Гибриды, имеющие собственные названия
- Бестер (по первым слогам слов белуга и стерлядь) — гибрид, искусственно полученный в СССР в результате скрещивания белуги со стерлядью в 1952 году. Плодовит, длина до 180 см, вес более 30 кг[23].
- Догксим — гибрид собаки и лисы[24].
- Зеброид — гибрид от скрещивания зебры и домашней лошади.
- Зебрул — гибрид от скрещивания зебры и осла.
- Зубробизон — гибрид зубра и бизона.
- Кама, или верблюлама — гибрид одногорбого верблюда и ламы.
- Кидас (кидус) — гибрид соболя и лесной куницы.
- Косаткодельфин — гибрид самки дельфина из рода афалина и самца малой чёрной косатки.
- Красный попугай — аквариумная рыба, гибрид семейства цихлид.
- Левопард — гибрид самки африканского леопарда и льва
- Леопон — гибрид леопарда-самца и львицы.
- Лигр — гибрид от скрещивания льва (Panthera leo) и тигрицы (Panthera tigris).
- Лилигр — гибрид от скрещивания льва (Panthera leo) и лигрицы.
- Лошак — гибрид от скрещивания жеребца и ослицы.
- Межняк — гибрид тетерева и глухаря.
- Мул — гибрид от скрещивания осла и лошади.
- Муллард — гибрид, получаемый при скрещивании селезней мускусных уток с утками породы пекинская белая, оргпингтон, руанская и белая алье.
- Нар — гибрид одногорбого и двугорбого верблюдов.
- Гролар белый гризли — гибрид белого и бурого медведей[25].
- Саванна — гибрид домашней кошки и сервала.
- Тигролев — гибрид от скрещивания тигра и львицы.
- Хайнак (Дзо) — гибрид яка и коровы.
- Хонорик — гибрид хорька и европейской норки.
- Яглев — гибрид ягуара-самца и львицы.

### Единственные гибриды с собственными именами
- Мотти (1978, прожил 10 дней) — единственный достоверный гибрид между азиатским и африканским слонами.

## Гибриды в семействеОрхидные
Многие виды одного рода и даже представители различных родов легко скрещиваются между собой, образуя многочисленные гибриды, способные к дальнейшему размножению. Большинство гибридов, появившихся за последние 100 лет, создано искусственно с помощью целенаправленной селекционной работы.
Селекция фаленопсисов и других красивоцветущих орхидей развивается в двух направлениях: для срезки и для горшочной культуры.
Некоторые искусственные роды орхидей:
- Brassolaeliocattleya
- Vuylstekeara
- Rhynchosophrocattleya